# Elin Lindén
Elin Lindén (født d. 29. december 1988 i Arboga) er en svensk håndboldspiller, der spiller for FCM Håndbold. Hun kom til klubben i 2016. Hun har tidligere optrådt for svenske VästeråsIrsta HF.